# ДЖЕФ Юнайтед Ітіхара Тіба
ДЖЕФ Юнайтед Ітіхара Тіба (яп. ジェフユナイテッド市原・千葉, ДЖЕФ Юнайтед Ітіхара Тіба) — японський футбольний клуб з міста Ітіхара, Тіба, який виступає в Джей-лізі 2.

## Досягнення
- Японська футбольна ліга
  -  Чемпіон (2): 1976, 1985—1986
  -  Чемпіон (1): 1967

- Кубок Імператора
  -  Володар (4): 1960, 1961, 1964, 1976

- Кубок Джей-ліги
  -  Володар (2): 2005, 2006

- Суперкубок Японії
  -  Володар (1): 1977